# Лоґан Ганнеман
Лоґан Ганнеман (2 червня 1993 , Фербанкс, Аляска ) — американський лижник. Учасник зимових Олімпійських ігор 2018.

## Результати за кар'єру
Усі результати наведено за даними Міжнародної федерації лижного спорту.

### Олімпійські ігри
| Рік  | Вік | 15 км індивідуальні пер. | 30 км скіатлон | 50 км мас-старт | Спринт | 4 × 10 км естафета | Командна першість спринт |
| ---- | --- | ------------------------ | -------------- | --------------- | ------ | ------------------ | ------------------------ |
| 2018 | 24  | —                        | —              | —               | 43     | —                  | —                        |

### Чемпіонати світу
| Рік  | Вік | 15 км індивідуальні пер. | 30 км скіатлон | 50 км мас-старт | Спринт | 4 × 10 км естафета | Командна першість спринт |
| ---- | --- | ------------------------ | -------------- | --------------- | ------ | ------------------ | ------------------------ |
| 2019 | 25  | —                        | —              | —               | 26     | —                  | —                        |
| 2021 | 27  | —                        | —              | —               | 39     | —                  | —                        |

### Кубки світу

#### Підсумкові місця в Кубку світу за роками
| Сезон | Вік | Місце в дисципліні | Місце в дисципліні | Місце в дисципліні | Місце в Скі Тур | Місце в Скі Тур | Місце в Скі Тур | Місце в Скі Тур   |
| Сезон | Вік | Загалом            | Дистанція          | Спринт             | Nordic Opening  | Тур де Скі      | Скі Тур 2020    | Фінал Кубка світу |
| ----- | --- | ------------------ | ------------------ | ------------------ | --------------- | --------------- | --------------- | ----------------- |
| 2018  | 24  | НК                 | —                  | НК                 | —               | —               | Н/Д             | —                 |
| 2019  | 25  | 124                | НК                 | 72                 | —               | —               | Н/Д             | 65                |
| 2020  | 26  | 83                 | НК                 | 49                 | —               | 56              | НФ              | Н/Д               |
| 2021  | 27  | 71                 | НК                 | 29                 | 66              | —               | Н/Д             | Н/Д               |